# 1993年の日本競馬
1993年の日本競馬（1993ねんのにほんけいば）では、1993年（平成5年）の日本競馬界についてまとめる。馬齢は旧表記で統一する。
1992年の日本競馬 - 1993年の日本競馬 - 1994年の日本競馬

## 概要

### 三強対決
牡馬クラシック路線はウイニングチケット・ビワハヤヒデ・ナリタタイシンの三強対決で盛り上がった。
ビワハヤヒデは前年の朝日杯3歳ステークスに次いで年明け緒戦の共同通信杯4歳ステークスも2着に終わり、騎手を岸滋彦から岡部幸雄に変更してクラシックに進むこととなった。
弥生賞ではウイニングチケットが完勝し、ナリタタイシンは2着。皐月賞は若葉ステークスを勝ち上がったビワハヤヒデとの2強といったムードになったが、少し離れた3番人気のナリタタイシンがゴール前での強烈な追い込みで、粘り込むビワハヤヒデを交わす。ウイニングチケットが4着に終わった。
そして迎えた東京優駿では、ウイニングチケットが雪辱を果たして、柴田政人が念願のダービージョッキーに輝き、ビワハヤヒデは2着、ナリタタイシンは3着に終わったが、三強が他馬を圧倒し、見ごたえのあるレースとなった。
秋にかけて、ビワハヤヒデは特に気性面で大きな成長を遂げ、神戸新聞杯を完勝。
ウイニングチケットも京都新聞杯を勝って菊花賞に駒を進めたが、ナリタタイシンは肺出血で順調さを欠いた。
そしてクラシック最後の大一番・菊花賞では、春無冠にもかかわらず1番人気に支持されたビワハヤヒデがレコード勝ちで5馬身差の圧勝劇を演じ、雪辱を果たした。
ウイニングチケットは3着に終わり、ナリタタイシンは17着と惨敗した。
ウイニングチケットはジャパンカップこそ3着とまずまず健闘したが、有馬記念は11着と惨敗。
ビワハヤヒデは有馬記念では1年ぶりの出走となったトウカイテイオーに屈し2着に終わったが、この年のJRA賞年度代表馬に選出された。

### ベガの牝馬二冠達成
ベガが桜花賞・優駿牝馬の牝馬クラシック二冠を達成した。なお、桜花賞・優駿牝馬ともに2着はユキノビジン、3着はマックスジョリーであった。牝馬クラシック二冠達成は1987年のマックスビューティ（マックスジョリーの母）以来6年ぶり。騎乗していた武豊騎手は皐月賞と併せて春のクラシック4競走のうち3競走に優勝した。秋はエリザベス女王杯に直行して、メジロラモーヌ以来の牝馬三冠を狙ったが3着に敗れた。その後は、暮れの有馬記念では9着に敗れ、明けて5歳でも2戦して未勝利で、引退した。

### 賞金レースの行方
前年までに天皇賞・春を連覇していたメジロマックイーンが戦列に復帰。
大阪杯をレコード勝ちして天皇賞・春三連覇に挑んだが、ライスシャワーに屈して2着に終わった。
しかし、宝塚記念を勝ってJRA史上初の4年連続GI制覇を達成し、オグリキャップが保持していた獲得賞金の歴代最多記録を更新した。
さらに、京都大賞典で2分22秒7という従来のコースレコードを実に1秒9更新する圧勝で史上初の10億円馬となったが、天皇賞・秋を前に無念のリタイア。そのまま引退となった。
それまでダイイチルビーが保持していた牝馬の獲得賞金記録に、春の時点でニシノフラワーとイクノディクタスが迫った。
ニシノフラワーは1番人気に支持された安田記念で勝てば記録更新となるところであったが、10着と惨敗。
逆に14番人気ながら2着に入線したイクノディクタスがダイイチルビーの記録を更新。
宝塚記念でも、惨敗したニシノフラワーを尻目に、同期のメジロマックイーンの2着に入線し、史上初の5億円牝馬となった。
さらに中1週で出走したテレビ愛知オープンでは勝利を収めるが、秋には一気に衰え、3戦すべて惨敗し、そのまま引退した。
秋にはシンコウラブリイが大きく成長し、毎日王冠、スワンステークスといずれも完勝。
イクノディクタスが引退を発表した直後に行われたマイルチャンピオンシップを優勝し、初のGI制覇を成し遂げると同時に、イクノディクタスの記録を更新して牝馬の歴代最多賞金獲得馬となるが、このレースを最後に引退を発表。
ニシノフラワーは、連覇を狙ったスプリンターズステークスで3着に終わり、こちらもこのレースを最後に引退した。

### 騸馬のGI制覇
騸馬（去勢された牡馬）はクラシックレースや天皇賞には出走できず、自ずと出走できるGIは限られていたが、レガシーワールドがジャパンカップを勝ち、JRA史上初の日本調教の騸馬によるGI制覇を成し遂げた。
同馬は翌年の海外（アメリカ合衆国）遠征を志したが、それは故障による長期休養もありかなわなかった。

## できごと

### 1月 - 3月
- 1月11日 - 1992年のJRA賞年度代表馬にミホノブルボンが選出された。なお、同馬はのちに骨膜炎・骨折が判明し、復帰かなわずそのまま引退した。
- 1月29日 - 中央競馬の調教師松山吉三郎が、長年のプロスポーツ選手としての活動と、後進の育成実績より文部大臣より表彰を受ける[1]。
- 1月30日 - 岡潤一郎騎手が京都競馬場でレース中に落馬。意識不明の重体となり、2月16日に死亡[1]。
- 1月31日 - ニュージーランド・エラスリー競馬場において「JRAトロフィー（G2）」が創設され、表彰式に日本中央競馬会の渡邊理事長が出席した[1]。
- 2月27日 - 中山競馬第7競走で、この競走をもって騎手を引退する徳吉一己が1位入線も進路妨害により6着に降着（騎乗停止は1日）。徳吉は3月1日付で競馬学校教官に就任した。
- 3月27日 - 中山競馬場において、韓国馬事会との交換競走として「韓国馬事会杯」が創設される[1]。

### 4月 - 6月
- 4月4日 - 3月に開業したばかりの増沢末夫調教師が、初勝利を重賞（ダービー卿チャレンジトロフィー・トモエリージェント）勝利で挙げる。
- 4月16日 - 財団法人競馬国際交流協会が設立される[1]。
- 4月19日 - 中央競馬でそれまで使用されてきた「○招」の記号に代わり、地方所属馬には「□地（カク地）」、外国馬には「□外（カク外）」の記号が使われるようになる[1]。
- 4月29日 - 春の叙勲において、元日本中央競馬会理事長の内村良英が勲二等旭日重光章を、中央競馬社会福祉財団理事長の中村勝五郎が勲四等旭日小綬章を、京都馬主協会会長の中村長一が勲五等双光旭日章をそれぞれ受章する[1]。
- 5月8日 - 京都競馬場8レースでタマビッグホープ（牡7歳）が、1990年7月以来34か月ぶりの出走で勝利。鉄砲勝ち勝利の新記録。
- 5月15日 - 京阪杯でスタート直後に落馬したワイドバトルが、騎手を乗せない「カラ馬」のまま走り続け、1位でゴールイン。（競走中止扱いで、実際の一着はロンシャンボーイ。）
- 5月16日 - 初めて外国馬に開放された安田記念に、フランスのキットウッドとアメリカのロータスプールが出走。2着に入線したイクノディクタスは歴代賞金女王となった。
- 6月3日 - 宝塚記念を目指して調整中のトウカイテイオーの骨折が判明。
- 6月6日 - 南井克巳騎手がJRA史上5人目の1万回騎乗を達成。
- 6月13日 - 宝塚記念で勝ったメジロマックイーンはオグリキャップを抜いて歴代最高賞金獲得馬に。2位のイクノディクタスは牝馬として史上初めて獲得賞金が5億円を突破。

### 7月 - 9月
- 8月12日 - 園田競馬場で、レースの発走直後にゲート牽引車がエンストのため立ち往生。レース自体が不成立に。
- 9月1日 - 財団法人競馬・農林水産情報衛星通信機構が設立される[2]。
- 9月4日 - 台風の影響で新潟競馬が中止となり、9月6日に順延。新潟競馬の順延は開場以来初[2]。
- 9月11日 - 中央競馬のマークシートによる馬券購入方式に「流し投票」「ボックス投票」が試験導入される[2]。
- 9月13日 - 公営・兵庫所属の田中道夫騎手が史上5人目となる通算3000勝を達成。

### 10月 - 12月
- 10月7日 - 軽種馬育成調教センター（BTC）が運営する日高育成総合施設軽種馬育成調教場がオープン[3]。
- 10月10日 - メジロマックイーンは京都大賞典をレコードで圧勝し、史上初の収得賞金10億円を達成。
- 10月17日 - 騎手の大塚栄三郎が京都競馬場調整ルームへの入室時刻に遅れ、更に連絡を怠ったためこの日行われた京都競馬全競走が騎乗停止に。
- 10月26日 - 美浦トレーニングセンターに坂路コースが新設。
- 10月27日 - メジロマックイーンが繋靱帯炎を発症し、出走を予定していた天皇賞・秋を回避。10月29日に引退が発表された。
- 10月29日 - アイルランド・レパーズタウン競馬場との交換競走として、東京競馬場に「アイルランドトロフィー」が創設される[4]。
- 11月3日 - 秋の褒章において、大井競馬の調教師田中利衛が黄綬褒章を受章[4]。
- 11月21日 - シンコウラブリイがマイルチャンピオンシップを勝ち、前週引退したイクノディクタスを抜いて歴代賞金女王に。そのまま引退。
- 11月25日 - 中央競馬の運営審議会において、翌年より平安ステークスなどをはじめとした重賞4つの新設と、スプリンターズステークスなどの国際開放を決定する。また、不服申立制度の導入、および着順確定後の失格処分も導入が決められた[4]。
- 11月28日 - ジャパンカップでコタシャーンに騎乗したケント・デザーモが、残り100mのハロン棒をゴール板と誤認し、立ち上がる。すぐに気づいて追い直すが、2着に終わる。
- 11月30日 - 大井競馬に所属する21歳の女性騎手が東京都内の公園で首つり自殺する事件が発生。
- 12月16日 - 野平富久が名義貸しに加担していたとして調教師免許を剥奪。更に第三者に名義を貸していた馬主も登録抹消に。
- 12月26日 - 有馬記念で、前年の有馬記念以来1年ぶりの出走となるトウカイテイオーが勝ち、「奇跡の復活」を遂げる。

### その他
- リアルシャダイがリーディングサイヤーを獲得。1982年～1992年の間、1989年を除いてリーディングサイヤーに輝いていたノーザンテーストの牙城を崩す。

## 競走成績

### 中央競馬・平地GI
- 第53回桜花賞（阪神競馬場・4月11日） 優勝：ベガ、騎手：武豊
- 第53回皐月賞（中山競馬場・4月18日） 優勝：ナリタタイシン、騎手：武豊
- 第107回天皇賞（春）（京都競馬場・4月25日） 優勝：ライスシャワー、騎手：的場均
- 第43回安田記念（東京競馬場・5月16日） 優勝：ヤマニンゼファー、騎手：柴田善臣
- 第54回優駿牝馬（オークス）（東京競馬場・5月23日） 優勝：ベガ、騎手：武豊
- 第60回東京優駿（日本ダービー）（東京競馬場・5月30日） 優勝：ウイニングチケット、騎手：柴田政人
- 第34回宝塚記念（阪神競馬場・6月13日） 優勝：メジロマックイーン、騎手：武豊
- 第108回天皇賞（秋）（東京競馬場・10月31日） 優勝：ヤマニンゼファー、騎手：柴田善臣
- 第54回菊花賞（京都競馬場・11月7日） 優勝：ビワハヤヒデ、騎手：岡部幸雄
- 第18回エリザベス女王杯（京都競馬場・11月14日） 優勝：ホクトベガ、騎手：加藤和宏
- 第10回マイルチャンピオンシップ（京都競馬場・11月21日） 優勝：シンコウラブリイ、騎手：岡部幸雄
- 第13回ジャパンカップ（東京競馬場・11月28日） 優勝：レガシーワールド、騎手：河内洋
- 第45回阪神3歳牝馬ステークス（阪神競馬場・12月5日） 優勝：ヒシアマゾン、騎手：中舘英二
- 第45回朝日杯3歳ステークス（中山競馬場・12月12日） 優勝：ナリタブライアン、騎手：南井克巳
- 第27回スプリンターズステークス（中山競馬場・12月19日) 優勝：サクラバクシンオー、騎手：小島太
- 第38回有馬記念（中山競馬場・12月26日） 優勝：トウカイテイオー、騎手：田原成貴

### 中央競馬・障害
- 第110回中山大障害（春）（中山競馬場・4月10日） 優勝：メジログッテン、騎手：押田年郎
- 第111回中山大障害（秋）（中山競馬場・12月25日） 優勝：ブロードマインド、騎手：牧之瀬幸夫

### 地方競馬主要競走
- 第16回帝王賞（大井競馬場・4月12日）優勝 : ハシルショウグン（騎手 : 的場文男）
- 第39回東京ダービー（大井競馬場・6月4日）優勝 : プレザント（騎手 : 桑島孝春）
- 第5回ブリーダーズゴールドカップ（札幌競馬場・10月11日）優勝 : ヒデノリード（騎手 : 斉藤博美）
- 第39回全日本アラブ大賞典（大井競馬場・10月12日）優勝 : トチノミネフジ（騎手 : 早田秀治）
- 第39回東京大賞典（大井競馬場・12月29日）優勝 : ホワイトシルバー（騎手 : 荒山勝徳）

## 表彰

### JRA賞
- 年度代表馬・最優秀4歳牡馬 ビワハヤヒデ
- 最優秀3歳牡馬 ナリタブライアン
- 最優秀3歳牝馬 ヒシアマゾン
- 最優秀4歳牝馬 ベガ
- 最優秀5歳以上牡馬・最優秀短距離馬・最優秀父内国産馬 ヤマニンゼファー
- 最優秀5歳以上牝馬 シンコウラブリイ
- 最優秀ダートホース メイショウホムラ
- 最優秀障害馬 ブロードマインド
- 最優秀アラブ シゲルホームラン
- 特別賞 トウカイテイオー

### NARグランプリ
- サラブレッド系年度代表馬 ホワイトシルバー
- アラブ系年度代表馬 トチノミネフジ
- ばんえい年度代表馬 マルゼンバージ

## リーディング

### リーディングジョッキー
| 分類         | 騎手の氏名 | 勝利数 |
| ------------ | ---------- | ------ |
| 中央競馬     | 武豊       | 137    |
| 地方競馬     |            |        |
| ばんえい競走 |            |        |

### リーディングトレーナー
| 分類         | 調教師の氏名 | 勝利数 |
| ------------ | ------------ | ------ |
| 中央競馬     | 藤沢和雄     | 44     |
| 地方競馬     |              |        |
| ばんえい競走 |              |        |

### リーディングブリーダー
- 社台ファーム

### リーディングサイアー
- リアルシャダイ

### リーディングブルードメアサイアー
- ノーザンテースト

## 誕生
この年に生まれた競走馬は1996年のクラシック世代となる。

### 競走馬
- 1月22日 - ツクバシンフォニー
- 2月1日 - チーフベアハート
- 2月9日 - タイキフォーチュン
- 2月11日 - フサイチコンコルド
- 2月15日 - ロゼカラー
- 2月16日 - ヒシナタリー
- 2月26日 - アグネスカミカゼ
- 3月3日 - アロハドリーム
- 3月7日 - ビワハイジ
- 3月17日 - ファイトガリバー
- 3月18日 - ダイワカーリアン
- 3月19日 - エリモシック
- 3月22日 - サイレントハンター、エイシンガイモン
- 3月24日 - ロイヤルタッチ
- 3月25日 - サクラスピードオー、クロカミ、ゼネラリスト
- 3月26日 - ナイキジャガー
- 3月27日 - ヒカルサザンクロス
- 4月2日 - ダイワテキサス
- 4月4日 - トーヨーシアトル
- 4月6日 - エアグルーヴ
- 4月7日 - マウンテンストーン
- 4月8日 - メジロランバダ
- 4月11日 - バブルガムフェロー
- 4月13日 - ファビラスラフイン
- 4月14日 - シンコウウインディ、マサラッキ
- 4月16日 - ビッグバイアモン
- 4月17日 - メジロファラオ
- 4月20日 - カガヤキローマン
- 4月21日 - スギノハヤカゼ
- 4月25日 - ユーセイトップラン
- 4月29日 - シンコウフォレスト
- 5月3日 - ホワイトウォーターアフェア
- 5月5日 - ビクトリーアップ
- 5月6日 - ゴーカイ
- 5月8日 - ケイワンバイキング
- 5月9日 - ストーンステッパー
- 5月13日 - ロイヤルスズカ
- 5月20日 - バトルライン
- 5月21日 - スーパーオトメ
- 5月29日 - イシノサンデー
- 5月30日 - ゴーイングスズカ
- 6月1日 - ローゼンカバリー
- 6月5日 - ダンスインザダーク

### 人物
- 2月25日 - 藤懸貴志（騎手）
- 3月8日 - 嶋田純次（騎手）
- 3月23日 - 横山和生（騎手）
- 6月4日 - 伴啓太（騎手）
- 6月25日 - 中井裕二（騎手）
- 9月25日 - 長岡禎仁（騎手）

## 死去

### 競走馬
- 2月22日 - ライトカラー
- 3月11日 - アグネスレディー
- 7月25日 - ワカクモ
- 10月7日 - テンメイ

### 人物
- 2月16日 - 岡潤一郎（騎手）
- 3月14日 - 武田作十郎（元調教師）
- 5月30日 - 戸山為夫（調教師）
- 8月13日 - 吉田善哉（社台グループ創始者）
- 10月5日 - 土井宏二（「ヤマニン」の馬主）
- 12月11日 - 全演植（「サクラ」の馬主）